# Cañada Grande, Chiapas
Cañada Grande är en ort i Mexiko.   Den ligger i kommunen Tenejapa och delstaten Chiapas, i den sydöstra delen av landet, 800 km öster om huvudstaden Mexico City. Cañada Grande ligger 2 151 meter över havet och antalet invånare är 544.
Terrängen runt Cañada Grande är huvudsakligen kuperad, men åt nordost är den bergig. Runt Cañada Grande är det ganska tätbefolkat, med 155 invånare per kvadratkilometer. Närmaste större samhälle är San Cristóbal de las Casas, 15,8 km sydväst om Cañada Grande. I omgivningarna runt Cañada Grande växer i huvudsak städsegrön lövskog.